# Herrschaft und Knechtschaft
Herrschaft und Knechtschaft ist ein zentrales Motiv in der Philosophie Georg Wilhelm Friedrich Hegels, welches in dem gleichnamigen Kapitel seiner Phänomenologie des Geistes von 1807 entfaltet wird.

## Inhalt
Hegel stellt in einem ersten Teil des Kapitels die dialektische Bewegung des Selbstbewusstseins dar. Beide Momente des Selbstbewusstseins finden an und für sich durch Anerkennung des jeweils Anderen zur Einheit. Selbstbewusstsein und Subjektivität werden so als bereits genuin intersubjektiv entwickelt.
Im zweiten Teil des Kapitels wird dann dieser Prozess als ein aus dem Kampf um Leben und Tod hervorgehendes Verhältnis von Herr und Knecht dargestellt.
Hegel betrachtet die Dialektik von Herr und Knecht als Quelle des Selbstbewusstseins, der Identität. Die Elemente des Selbstbewusstseins werden als „Für-sich-sein“ (Herr) und „Für-andere-sein“ (Knecht) erschlossen. Der Herr bezieht sein Selbstbewusstsein aus der Tatsache anerkannt zu werden; dafür, dass er sein Leben riskiert hat. Er arbeitet nicht. Der Knecht jedoch arbeitet für den Herrn. Er bezieht sein Selbstbewusstsein im Laufe der Zeit nicht mehr nur aus der Tatsache, für jemand anderen zu sein und zu arbeiten, sondern durch seine Arbeit gelangt er zur Herrschaft über die Natur.
Hegel macht deutlich, dass Herr- und Knechtschaft interdependent sind. Der Knecht ist zwar Knecht kraft seiner erzwungenen Unterordnung, jedoch ist der Status des Herrn von der Anerkennung seiner Herrschaft durch den Knecht abhängig. Hegel entwickelt in diesem asymmetrischen Anerkennungsverhältnis die symmetrische Anerkennungsphilosophie Fichtes kritisch weiter und wurde so zum einflussreichen Vorläufer des dialektischen Materialismus. Nachfolgend wurde dies bei der hegelschen Linken zum historischen Materialismus und zum wissenschaftlichen Sozialismus weiterentwickelt.

## Einflüsse
Hegel war auch durch die Entwicklungen und Berichte um die Haitianische Revolution in der Zeitschrift Minerva in seinen Ansichten bestimmt.

Schlacht um die Crête-à-Pierrot, Darstellung von Auguste Raffet.

Friedrich von Schiller übertrug aus Denis Diderots Jacques der Fatalist und sein Herr, Jacques le fataliste et son maître (geschrieben zwischen 1765 und 1784) nur ein einzelnes Kapitel, das 1785 in deutscher Sprache erschien.
Dann im Jahre 1792 erschien durch Wilhelm Christhelf Sigmund Mylius die erste vollständige Übersetzung. Damit lag die deutsche Endfassung des Diderotschen Werks noch vor dem Erscheinen der französischen Originalfassung vor. Sie wurde erst im Jahre 1796 bei Buisson in Paris unter dem Titel Jacques le fataliste et son maître verlegt.
In Deutschland kommentierte Hegel das Werk in seiner Phänomenologie des Geistes in Zusammenhang mit Herrschaft und Knechtschaft. Hegel erkennt darin einen Prozess der Arbeit und des Kampfes um Anerkennung, eine Geschichte der Dialektik von Herrschaft und Knechtschaft, die in eine Synthese von Herrschaft und Knechtschaft mündet.

## Rezeption
Von Karl Marx über Georg Lukács bis zu heutigen Interpreten wird das Herrschaft-und-Knechtschaft-Kapitel als soziales Arbeitsverhältnis zwischen verschiedenen Menschen interpretiert, die um gegenseitige Anerkennung kämpfen. 
Der Text hat den Poststrukturalismus geprägt, da Jacques Derrida, Jacques Lacan, und Georges Bataille diesen Schlüsseltext Hegels im Seminar von Alexandre Kojève studiert und zu einer Art Gründungstext der neueren französischen Philosophie gemacht haben. 
Hegels Dialektik von Herr und Knecht hat der Psychologie, Anthropologie und Soziologie Impulse gegeben und das Thema der Macht in sozialen Beziehungen eröffnet. Für Axel Honneth geht es um den Kampf um Anerkennung (Buchtitel). 
Der Philosoph Pirmin Stekeler-Weithofer lehnt die sozialtheoretische Interpretation als Kampf um Anerkennung ab. Stattdessen nimmt er an, das eigentliche Thema von Hegels Herr-Knecht-Kapitel sei die Beziehung des Selbsts einer Person zu sich selbst; er liest es als Kritik Hegels an der sokratisch-platonisch-christlichen Metapher von der Seele oder der Vernunft als Beherrscherin des Leibes.

## Text
- Georg Wilhelm Friedrich Hegel: Phänomenologie des Geistes Theorie Werkausgabe, Bd. 3. Hg. von E. Moldenhauer und K.M. Michel, Frankfurt/M.: Suhrkamp (heute als stw603, ISBN 3-518-28203-4), Kapitel: B.IV.A. - Onlineversion des Textes im Projekt Gutenberg Kapitel 21 und 22.